# 101. Sinfonie (Haydn)
Die Sinfonie Nr. 101 in D-Dur (Hob. I:101) komponierte Joseph Haydn im Jahr 1794. Das Werk gehört zu den berühmten Londoner Sinfonien und trägt den nicht von Haydn stammenden Titel Die Uhr.

## Allgemeines

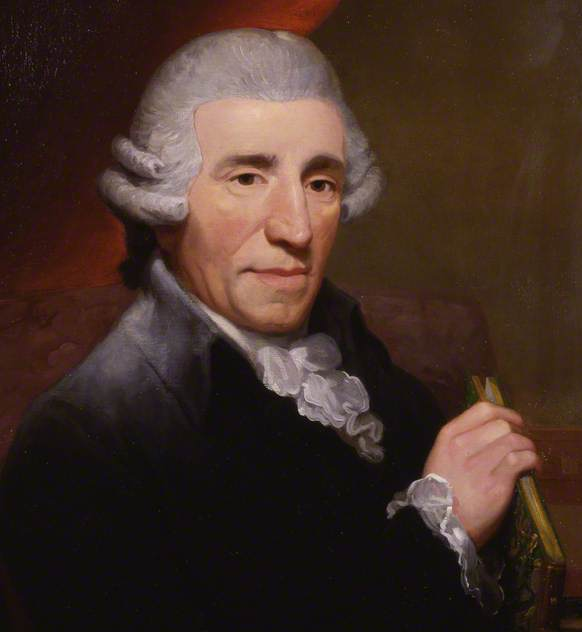
Franz Joseph Haydn (1732–1809)

Die Sinfonie Nr. 101 komponierte Haydn im Rahmen seiner zweiten Englandreise. Sie ist in zwei Etappen entstanden: der zweite bis vierte Satz noch in Wien, der erste Satz in England. Die Uraufführung fand am 3. März 1794 statt.
Der Morning Chronicle berichtet nach der Uraufführung: „Nichts könnte origineller sein als das Thema des ersten Satzes; und hat er einmal ein treffliches Thema gefunden, kann niemand besser als Haydn unaufhörliche Mannigfaltigkeit daraus schöpfen, ohne auch nur einmal davon abzulassen. Die Gestaltung der Begleitung im Andante, obgleich höchst schlicht, war meisterhaft, und wir hörten nie zuvor einen reizvolleren Effekt als den des Trio im Menuett. – Es war Haydn, was könnte man, was bräuchte man mehr zu sagen?“
Der Beiname „Die Uhr“ stammt vom Wiener Verleger Johann Traeg, der 1798 eine Klavierfassung des Andante als „Rondo. Die Uhr“ herausbrachte.

## Zur Musik
Besetzung: zwei Flöten, zwei Oboen, zwei Klarinetten, zwei Fagotte, zwei Hörner, zwei Trompeten, Pauke, zwei Violinen, Viola, Cello, Kontrabass. Zahlreiche Quellen belegen, dass Haydn seine Sinfonien bei den Londoner Konzerten vom Cembalo und ab 1792 vom „Piano Forte“ leitete, wie es der damaligen Aufführungspraxis entsprach. Dies ist ein Indiz für den Gebrauch eines Tasteninstrumentes (also Cembalo oder Fortepiano) als Continuo in den „Londoner Sinfonien“.
Aufführungszeit: ca. 25–30 Minuten.
Bei den hier benutzten Begriffen der Sonatensatzform ist zu berücksichtigen, dass dieses Modell erst Anfang des 19. Jahrhunderts entworfen wurde (siehe dort). – Die hier vorgenommene Beschreibung und Gliederung der Sätze ist als Vorschlag zu verstehen. Je nach Standpunkt sind auch andere Abgrenzungen und Deutungen möglich.

### Erster Satz: Adagio – Presto
Adagio: d-Moll, 3/4-Takt, Takt 1–23
Das ernste, getragene Adagio in d-Moll ist durch langsame, auf- und absteigende Viertelbewegungen mit Chromatik und Vorhalten gekennzeichnet. Es steht überwiegend im Piano/Pianissimo mit einzelnen Akzenten auf den unbetonten Taktzeiten. Nach Wechsel zur Tonikaparallele F-Dur (Takt 12) setzt unvermittelt wieder d-Moll ein, über eine kurze Rückung (Takt 18 ff.) moduliert Haydn dann zur Dominante A-Dur, auf der die Einleitung mit einer Fermate im Pianissimo endet.
Presto: D-Dur, 6/8-Takt, Takt 24–346

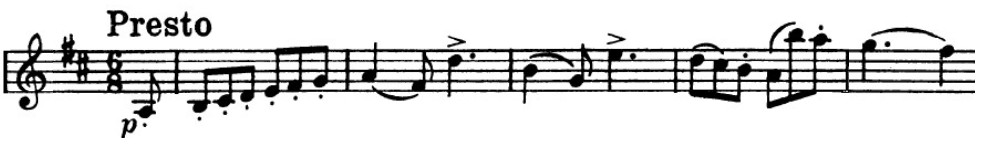
Beginn des Presto mit „Anlauf“, Dreiklangsfigur und Schlussfloskel, 1. Violine

Die Streicher mit stimmführender 1. Violine stellen zunächst piano das erste Thema vor, das aus drei Elementen besteht: Ein auftaktiger Achtel-Lauf über eine Oktave aufwärts, eine sich aufschraubende, gebrochene Dreiklangsfigur mit punktiertem Rhythmus und eine Schlussfloskel, die die beiden Rhythmen der ersten Elemente enthält. Vorder- und Nachsatz des Themas sind jeweils fünftaktig. Die Überleitung (Takt 34 ff.) greift das Thema im Forte-Tutti auf mit pendelartiger Ausdehnung der punktierten Dreiklangsbewegung. Kurzfristig kommt die Bewegung auf A-Dur mit einer Fermate und Paukenwirbel zur Ruhe. Erneut setzt der Themenkopf piano an, spinnt das Material dann jedoch forte weiter und etabliert nach einem Orgelpunkt auf der Doppeldominanten E-Dur die Dominante A-Dur mit kennzeichnendem Motiv aus drei aufwärts gehenden, betonten Vierteln (Takt 72–75). In A-Dur wird dann auch das zweite Thema (Takt 81 ff.) vorgestellt, das aus zwei ähnlichen, auftaktigen Motiven besteht. Wie im ersten Thema, spielen die Streicher piano mit stimmführender 1. Violine. Auch die Struktur bzw. der Rhythmus ist ähnlich zum ersten Thema, so dass kein starker Kontrast zwischen den Themen besteht. Der Übergang zur Schlussgruppe erfolgt nahtlos, man könnte ihn in Takt 98 oder 106 setzen. Die Schlussgruppe enthält Akkordmelodik, eine chromatische, betonte Linie abwärts, Tonrepetitionen und auch den Achtellauf vom Satzbeginn (nun abwärts statt aufwärts). Die Exposition wird wiederholt.
Die Durchführung greift die Motive vom zweiten Thema auf und führt sie kontrapunktisch durch die Instrumente, wobei sich der Klangteppich immer mehr erweitert. In Takt 150 ist C-Dur erreicht, das nun auf Material vom ersten Thema angewendet wird (Lauf abwärts statt aufwärts und die Pendelfigur). Nach weiteren Tonartenwechseln über A- und E-Dur stabilisiert sich ab Takt 174 Fis-Dur, das mit gebrochenen Akkordfiguren abwärts sowie energischer Tonwiederholung im Fortissimo betont wird. Ein Crescendo steigert die Tonwiederholung bis zum Tremolo (Takt 184 bis 192). Völlig unerwartet tritt dann ein kontrastierender, ganztaktig aufsteigender Akkord in h-Moll als Pianissimo-Streicherunisono auf und geht nahtlos nach D-Dur mit Figuren vom zweiten Thema über. Ein Crescendo steigert die Lautstärke erneut bis zum Fortissimo auf A-Dur, das dominantisch zum Eintritt der Reprise wirkt.
Die Reprise (Takt 218 ff.) ist zunächst ähnlich wie die Exposition strukturiert. In der Überleitung findet ab Takt 235 jedoch eine Trübung nach Moll statt. Anstelle des zweiten Themas erscheint lediglich dessen Kopf über einem Orgelpunkt auf a-Moll. Ab Takt 250 setzt dann analog zum Durchführungsbeginn ein kontrapunktischer Abschnitt mit Motiv 1 vom zweiten Thema ein, der sich über Tonwiederholungen bis zum Tremolo im Fortissimo steigert, und schließlich wird auch Motiv 2 „nachgereicht“ (Takt 281 ff.). Takt 300 ff. sind ähnlich der Schlussgruppe der Exposition aufgebaut. Eine Coda beginnt in Takt 314, als anstelle des zu erwartenden Zieltons D ein verminderter Akkord als Trugschluss erscheint. Das erste Thema bekommt einen letzten Auftritt, und der Satz endet mit Akkordmelodik im Forte.

### Zweiter Satz: Andante
G-Dur, 2/4-Takt, 150 Takte

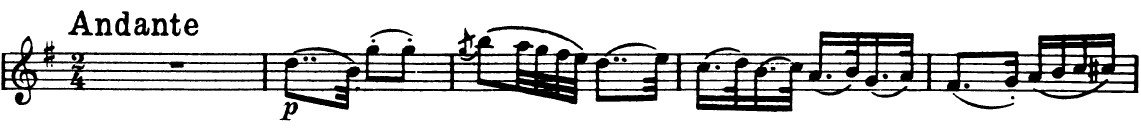
Beginn des Andante, 1. Violine

Der folgende Gliederungsvorschlag folgt in Anlehnung an Peter A. Brown als Rondoform. Je nach Standpunkt sind auch Gliederungen als Variationssatz oder eine Mischung aus Rondo- und Variationssatz möglich.
- A-Teil: Der Refrain ist dreiteilig aufgebaut: Das Hauptthema (a-Teil, Takt 1–10) besteht aus einer von der 1. Violine vorgetragenen, marschartig-schreitenden[9] Melodie. Begleitet wird sie von 2. Violine, Cello, Kontrabass und Fagott in durchgehender Achtelbewegung aus Pizzicato-Terzen, die an das gleichmäßige Ticken einer Uhr erinnern. Eine ähnliche Figur findet sich im langsamen Satz der Sinfonie Nr. 68. Das Thema ist periodisch aufgebaut aus fünftaktigem[11] Vorder- und Nachsatz und wird wiederholt. Der b-Teil spinnt dann die Melodie fort, ab Takt 25 folgt wieder das Hauptthema als Variante (a’-Teil). Die Teile b und a’ werden nun ebenfalls wiederholt.
- Im B-Teil (Takt 34–61) ist in g-Moll gehalten und enthält keine Pendelbewegung. Er steht durchweg im Forte und ist durch punktierte Rhythmen, Läufe und den dramatischen Charakter gekennzeichnet.
- A'-Teil (Takt 62–96): Die Struktur ist ähnlich wie zum Satzbeginn: a-Abschnitt Takt 63–72, b-Abschnitt Takt 73–86, a’-Abschnitt Takt 87–96. Die Ticktack-Bewegung wird in hoher Lage von Soloflöte und Solofagott gespielt, stimmführend ist die 1. Violine.
- Der C-Teil (Takt 97–110) ist vom vorigen Abschnitt durch eine unerwartete, die bisher gleichmäßige Bewegung unterbrechende Generalpause („magischer Moment“[8]) getrennt. Die Begleitung in der 2. Violine suggeriert zunächst g-Moll[8], erst im folgenden Takt wird mit Einsatz des Hauptthemas deutlich, dass Es-Dur gemeint ist. Eine Zweiunddreißigstel-Floskel aus dem Thema wird isoliert und steigert sich über ein Crescendo zum Forte. Über D-Dur wechselt Haydn zurück nach G-Dur.
- A''-Teil (Takt 111–144): Hauptthema in Sextolen aufgelöst im Forte des ganzen Orchesters. Die Begleitungsfigur weitet sich von den Terzen auf Quinten und schließlich auf Septimen (ähnlich bereits in Takt 11 ff.).
- In der Coda (Takt 145–150) läuft die Sextolenbewegung und die Ticktack-Begleitung aus.

### Dritter Satz: Menuetto. Allegretto
D-Dur, 3/4-Takt, mit Trio 160 Takte

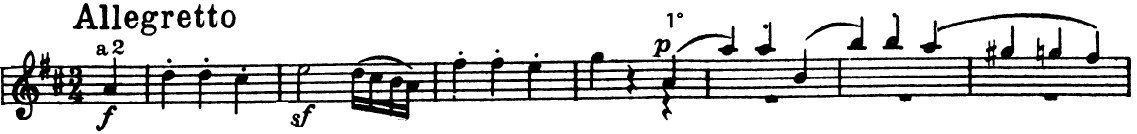
Beginn des Menuetto, Flöte und 1. Violine

Das sinfonische Menuett ist mit 160 Takten ungewöhnlich lang und das längste Menuett der Londoner Sinfonien. Im Hauptthema kontrastiert „die energische, fast trotzige Haltung des Themenkopfes (…) mit einer gefühlsselig abwärtsgleitenden Passage.“ Zum Ende des ersten Teils fallen die Synkopen auf. Am Beginn des zweiten Teils wird die chromatische Linie abwärts von Takt 6 ff. aufgegriffen und leitet eine kleine chromatische Passage (Takt 35–41) ein. In der „Reprise“ tritt das Hauptthema beim zweiten Einsatz versetzt in den Instrumenten auf. Haydn hat das Menuett bereits 1792/93 im Rahmen von 14 Stücken für die Flötenuhr komponiert (von den insgesamt 32 für die Flötenuhr komponierten Stücken handelt es sich um Nummer 29).
Das Trio steht ebenfalls in D-Dur. Auf der gleichmäßigen, „leierkastenartigen“ Begleitung der Streicher im Pianissimo beginnt die Flöte eine schlichte, ausholende Melodie, an dessen Ende sie in die Streicherbegleitung einstimmt. In der Flötenmelodie ergibt sich dabei in Takt 86–87 insofern eine „falsche“ Harmonie, als die Streicher nach wie vor einen D-Dur-Akkord spielen, während die Flöte den dazu harmoniefremden Ton E betont. Plötzlich wird jedoch das „harmlose, naive Spiel“ vom ganzen Orchester fortissimo und dissonant unterbrochen. Die ganze Passage wird nun wiederholt mit etwas veränderter Schlusswendung. Dabei spielen die Streicher nun die „richtige“ Harmonie (Takt 102–103): der Dreiklang Cis-E-G über dem D im Bass. „Später hat man Haydns vermeintliches Versehen korrigiert und die erste Stelle der zweiten angeglichen. Doch das Autograph und eine Kopie (...) sowie die originalen Londoner Streicherstimmen erweisen eindeutig, daß Haydn diese zwei verschiedenen Versionen ganz bewußt beabsichtigte.“ Der zweite Teil des Trios beginnt auf Fis mit der Begleitfigur vom Anfang. Durchführungsartig werden Motive der Flötenmelodie aufgegriffen, bis nach einer Generalpause der Anfangsteil stark variiert aufgegriffen wird. Hier hat Haydn einen ähnlichen „harmonischen Spaß“ wie bei der Flöte gesetzt, indem er die Hörner zwei Takte zu früh mit einem Orgelpunkt auf D einsetzen lässt. Das Trio kann je nach Standpunkt als Parodie auf eine Dorfmusik oder als melancholisches Genrestück verstanden werden.

„Es [der Beginn vom Trio] wirkt so, als habe der Solist seinen Einsatz vergessen und würde damit die begleitenden Streicher so verunsichern, dass diese den Orgelpunkt auf D-Dur fortsetzen und nicht mit der eigentlich zu erwartenden dominantischen Harmonie dem Verlauf der Melodie folgen. Die dabei entstehende Dissonanz zwischen Flöte und Streichern ist immer wieder als Ausdruck von Haydns musikalischem Humor gehört worden, nämlich als Karikatur einer Provinzkapelle, in der die Solisten ihre Einsätze verpassen und die Streicher beim Spielen einschlafen (…). Jedenfalls werden die Musiker durch die dissonante Wendung aufgeschreckt und läuten die „richtige“ Wiederholung der Phrase mit einem Fortissimoschlag ein.“

### Vierter Satz: Finale. Vivace
D-Dur, 2/2 Takt (alla breve), 280 Takte

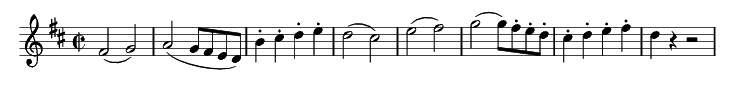
Hauptthema des Vivace, 1. Violine

Je nach Standpunkt kann die Struktur des Satzes als Rondo, als Sonatensatz oder als Hybrid beider Formmodelle interpretiert werden. Eine mögliche Gliederung ist folgende:
- Takt 1–28: Vorstellung des Hauptthemas. Das Thema ist periodisch aufgebaut. Die gesamte thematische Einheit erinnert mit ihrem dreiteiligen Aufbau (A-B-A) an ein typisches Rondo-Thema. Es wird piano von den Streichern vorgetragen. Wesentliche Elemente des Themas sind die drei aufsteigende, halben Noten, der Achtellauf abwärts, die Staccato-Viertel aufwärts und der anschließende Vorhalt in halben Noten (siehe die Abbildung rechts).
- Takt 28–61: Das ganze Orchester bekräftigt forte die Tonika D, dann folgen raketenartig aufsteigende Unisonoläufe, wobei der Übergang von Vierteln zu Achteln eine Tempozunahme bewirkt. Die Passage ab Takt 43 ist durch Tonartenwechel charakterisiert, wobei Haydn am Ende in Takt 60 schließlich die Doppeldominante E erreicht hat.
- Die erste „Durchführung“[16] (oder erstes Couplet, Takt 62–110) ist überwiegend dominantisch[2] (d. h. in A) und enthält begleitet von weiteren virtuosen Läufen Varianten des Rondothemas: Takt 62 ff. variierter Themenkopf mit anschließender synkopierter Passage für Oboe und Violinen, Takt 75 ff. Themenkopf im Bass, Takt 94 ff. chromatische Piano-Variante analog zu Takt 9 in Vierteln für Flöte und 1. Violine, wird pianissimo als weitere Variante wiederholt.
- Zweiter Auftritt des Rondothemas in D-Dur (Takt 111–137), nun erstmals auch im Forte vom ganzen Orchester vorgetragen (Takt 111 ff.).
- Die zweite „Durchführung“ (oder zweites Couplet, Takt 138–188), „über die Maßen stürmisch und wild“[1], ist durchweg fortissimo gehalten. Sie beginnt in d-Moll mit einem Wechsel aus halben Noten und virtuosen Achtelläufen. Ab Takt 156 wird das Rondothema ähnlich der Passage Takt 62 ff. in F-Dur aufgegriffen. Der Abschnitt schließt auf der Dominante A und ist vom folgenden Abschnitt durch eine Generalpause getrennt.
- Die dritte „Durchführung“ (drittes Couplet) stellt ein Fugato des Rondothemas dar (Takt 189–233), bei dem v. a. der Themenkopf mit den drei halben Noten auffällt.
- Dritter Auftritt des Rondothemas: Vordersatz im Fortissimo mit Fortspinnung (Takt 233–249), vollständiges achttaktiges Thema im Piano der Streicher über einem Orgelpunkt auf D (Takt 250–257).
- Coda (Takt 261–280) mit aufsteigenden Lauffiguren und dem Themenkopf über einem Orgelpunkt auf D im Fortissimo.

Ludwig Finscher meint, dass die großflächigen Kontraste und energischen Tutti-Durchführungen auf Ludwig van Beethoven hinweisen, der als Haydns Schüler bei der Komposition dieses Satzes wahrscheinlich anwesend war.

„Mit seinen Durchführungen und der kontrapunktischen Verdichtung gibt sich das Finale der Symphonie 101 – vor allem im Vergleich mit der spielerischen Fröhlichkeit und der kontretanzartigen Thematik der Schlusssätze aus den vorangegangenen Londoner Symphonien – betont gewichtig und ernst. Während die früheren Sinfonien ihren Höhepunkt zumeist im 1. Satz haben und von der inneren Dramaturgie her später eher abfallen, verschiebt sich hier mit der Betonung des Finales der dramaturgische Höhepunkt des Werks vom Anfang auf sein Ende. Diese neue Gewichtung, die auch für die Finali der beiden letzten Symphonien 103 und 104 bestimmend sein wird, weist bereits voraus auf die Symphonik Ludwig van Beethovens.“